# Тайцзіцюань

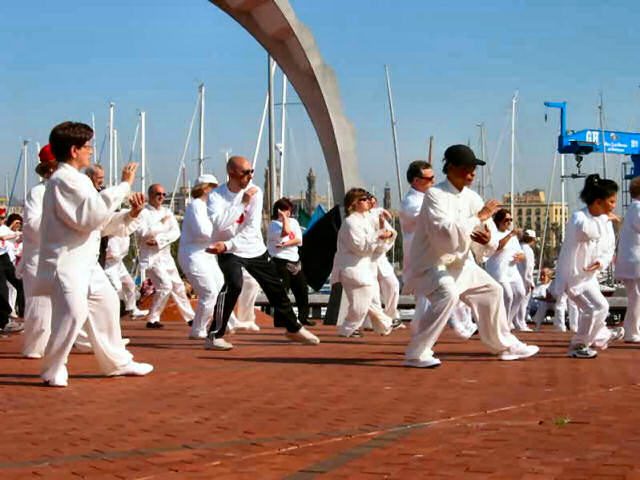

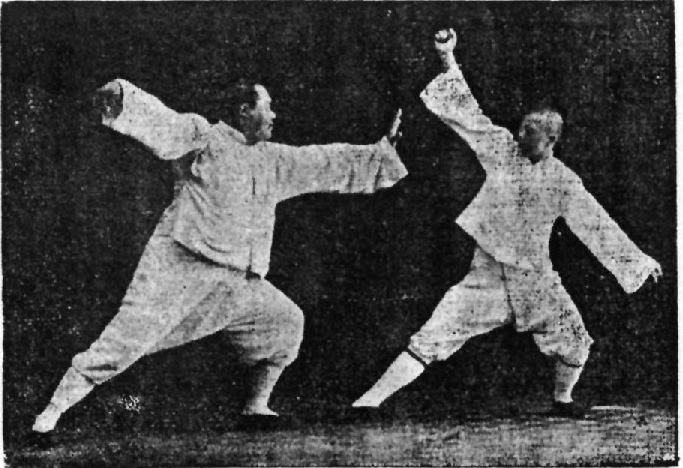

Тайцзицюань (кит. трад. 太極拳, піньїнь: tàijiquán, буквально «Велика межа кулака», або «кулак Великої Межі») – китайське внутрішнє бойове мистецтво, один із видів ушу. Популярне як оздоровча гімнастика.
Інші варіанти написання назви: «тай чи» (тай чі), «тай-цзи», «Тай-цзи цюань», «тайцзичуань».

## Історія
Про древню історію тайцзицюань існує дві конкуруючі версії. Одна з них, яка сьогодні є офіційною, вважає, що це бойове мистецтво розвивалося усередині сім'ї Чень, яка з XIV століття проживала в селі Ченьцзягоу повіту Веньсянь північнокитайської провінції Хенань, і що заснував його в XVII столітті Чень Вантін, від якого можна прослідкувати безперервну лінію передачі традиції. Інша версія приписує створення даного стилю легендарному даосу Чжан Саньфену, проте вона рясніє великою кількістю неточностей і зовсім не пояснює, як і через кого це бойове мистецтво передавалося до XIX століття.
В середині XIX століття цьому бойовому мистецтву навчився Ян Лучань, який приніс його в столицю Китаю і почав навіть викладати його в імператорському палаці. У зв'язку з тим, що придворним бойовий аспект стилю був не особливо важливий, акцент у викладанні для них був зроблений на оздоровчій цінності фізичних вправ. В бойовій же версії стиль викладався бійцям імператорської гвардії.
Після революції 1911 року в китайському суспільстві стався вибух інтересу до національних бойових мистецтв, і з 1916 року по всій країні почали відкриватися школи по вивченню бойових мистецтв. Завдяки цьому тайцзицюань почало поступово поширюватися по Китаю з півночі на південь.
Після Другої світової війни і громадянської війни, що відбувалася за нею, в 1949 році була заснована Китайська Народна Республіка. Як один із заходів по підйому країни і оздоровленню нації нові китайські власті доручили Держкомспорту розробити на основі тайцзицюань простий комплекс оздоровчої гімнастики, доступний для масового викладання. У серпні 1956 року Держкомспортом КНР була опублікована книжка, що називалася «Спрощене тайцзицюань», в якій описувався комплекс з 24 рухів, складений на основі тайцзицюань сім'ї Ян. У 1957 році для тих, хто освоїв комплекс з 24 рухів і хотів удосконалюватися далі, був опублікований комплекс з 88 рухів. В результаті, не зважаючи на те, що досі існують люди, практикуючі тайцзицюань тільки як бойове мистецтво, більшістю воно сприймається в основному як оздоровча гімнастика.
У той же період окремі майстри втікали з континентального Китаю на Тайвань. З Тайваню практика тайцзицюань проникла в США, звідти поширилася до Європи і Радянського Союзу. При цьому деякі школи змогли зберегти класичні традиції.

## Особливості техніки

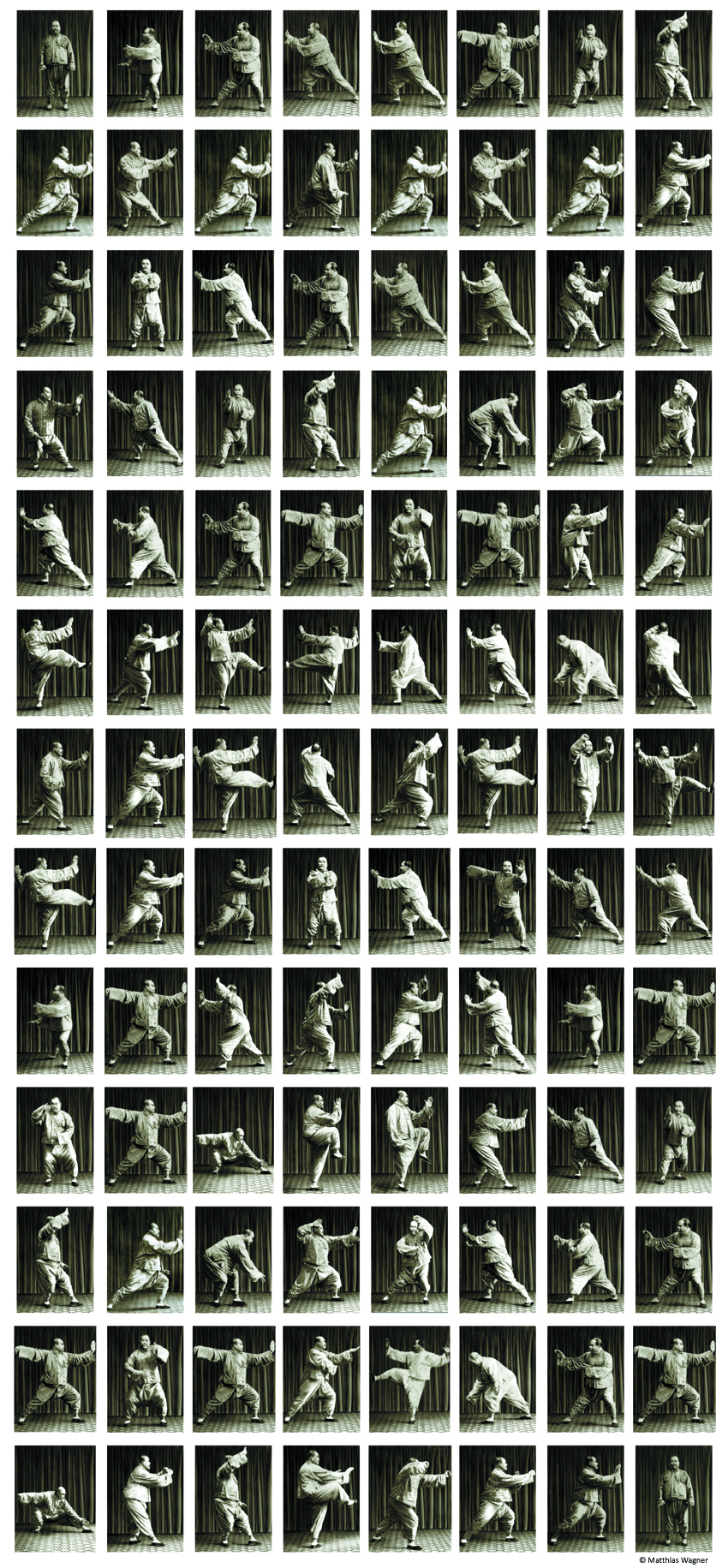

До головних особливостей тайцзицюань належать м'який крок з плавними і безперервними рухами, що перекочується, і «штовхаючі руки» (туй-шоу). М'який крок, що перекочується, дозволяє зберігати рівновагу при всіх пересуваннях, окрім стрибків, а «штовхаючі руки» (туй-шоу), відомі також і як «липкі руки» (чи-сао на кантонському діалекті) у вінчун (юнчунь), сприяють напрацюванню уміння відчувати і передбачати рухи противника по дотику і уміння миттєво переходити від захисту до атаки, одночасно сковуючи рухи нападаючого. Це створює незручності для противника, звиклого лише бити і не звиклого до того, що удари в'язнуть в захисті. «Липкі/штовхаючі руки» відомі також і в двох школах карате — в го-дзю-рю і уечі-рю. Плавність і безперервність рухів, що зазвичай напрацьовується повільним виконанням комплексів, дозволяє ретельно відпрацювати техніку рухів і добитися більшої швидкості в бою, за рахунок правильності техніки і раціональності рухів (зрозуміло, щоб швидкість дійсно була високою, окрім відточування техніки, потрібне ще і відпрацювання швидкості, чому спеціально присвячений описуваний нижче комплекс пао-чуй).
Вісім Воріт (Ба Мень) — Вісім Базових Форм Тайцзі, які базуються на Ба-гуа:
- Чотири Напрями:
  - 乾 Цянь — Південь — Небо — Пен, Віддзеркалення
  - 坤 Кунь — Північ — Земля — Люй, Відкочування
  - 坎 Кань — Захід — Вода — Цзі, Натиск
  - 離 Лі — Схід — Вогонь — Ань, Штовхання
- Чотири кути:
  - 兌 Дуй — Південний схід — Метал — Чжоу, Лікоть
  - 震 Чжень — Північний Схід — Грім — Ле, Розколювання
  - 巽 Сюнь — Південний Захід — Вітер — Цай, Притягування
  - 艮 Ґень — Північний Захід — Гора — Као, Плече

Іншою особливістю тайцзицюань є м'якість техніки, але в початковому тайцзицюань сім'ї Чень, існує так званий «викид сили» — фацзін, присутній у всіх таолу, — формах цього стилю, як без зброї, так і зі зброєю.

## Стилі
Сьогодні вирізняють п'ять основних стилів тайцзицюань:
- Тайцзицюань сім'ї Чень (кит. 陈氏太极拳) — вихідне бойове мистецтво сім'ї Чень;
- Тайцзицюань сім'ї Ян (кит.: 杨式太极拳) — походить від Ян Лучаня;
- Тайцзицюань У Юйсяна (кит.: 武式太极拳) — походить від У Юйсяна, котрий вчився як у представників сім'ї Чень, так і в Ян Лучаня;
- Тайцзицюань У Цзяньцюаня (кит.: 吴式太极拳) — походить від маньчжура Цюанью, що вчився в Ян Лучаня в імператорському палаці; після Сіньхайської революції його сім'я взяла собі китайське прізвище У;
- Тайцзицюань сім'ї Кур Лик;
- Тайцзицюань сім'ї Сунь.